# Nufenenpas
De Zwitserse Nufenenpas (Italiaans Passo della Novena) vormt de verbinding tussen het Duitstalige kanton Wallis en het Italiaanstalige Ticino.
De weg is in 1964 geopend en is de hoogste geheel op Zwitsers grondgebied gelegen pas. Doorgaans is de weg van eind oktober tot begin mei gesloten. Zelfs in hoogzomer kan er nog een pak sneeuw vallen op deze hoogte. Vanuit Ulrichen voert de weg door het woeste Ägenetal. Rond de 2000 meter-grens begint de weg met haarspeldbochten aan de finaleklim. Een paar kilometer voor de pashoogte takt er een weg naar rechts af. Deze voert richting de Griessee maar is verboden voor autoverkeer. De pashoogte op 2478 meter hoogte biedt een weids uitzicht op bijvoorbeeld de Finsteraarhorn. Op de pashoogte ligt een meer en bestaan er faciliteiten voor toeristen in de vorm van een kiosk en restaurant. De daadwerkelijke Nufenenpass ligt iets zuidelijker en is iets lager. Deze is te voet in 20 minuten te bereiken.
De weg daalt af via het Valle Bedretto met zijn vele bergweiden. De eerste kilometers zijn nogal bochtig en daarna rustig dalend in oostelijke richting. Beneden aangekomen in Airolo kan men de Gotthardpas beklimmen of via de snelweg A2 richting Bellinzona of Luzern.
Albrun · Albula · Alpe Gesero · Bernina · Brünig · Chasseral · Croix · Ferret · Flüela · Forclaz · Furka · Furggu · Gemmi · Glas · Glaubenberg ·  Glaubenbüelen · Gries · Grimsel · Grote Scheidegg · Grote St.-Bernhard · Gurnigel · Gueulaz · Jaun · Julier · Klausen · Kleine Scheidegg · Kunkel · Lenzerheidepas · Livigno · Lukmanier · Maloja · Moosalp · Morgins · Mosses · · Saanenmöser · Neggia · Nufenen · Oberalp · Ofen · Pillon · Planches · Pragel · San Bernardino · Sanetsch · Schallenberg · Simplon · Sint-Gotthard · Splügen · Susten · Umbrail · Vue des Alpes · Wolfgang